# B40
B40（ビーよんじゅう）は、本の判型である。新書判。JISにはないデファクトスタンダードである。
仕上がり寸法103×182mmとされるが、実際には幅があるのでその範囲の判型がB40や新書判と呼ばれる。

## 本来のサイズ
B列の派生で、B6（128×182）と縦は同じで、横は4/5である。
言い換えると、B1（728×1030）を横にしたサイズ（1030×728）の、横は1/10、縦は1/4である。つまり、B1を原紙として10×4=40枚取れる。これが「B40」の名の由来である。ちなみに、B6は8×4=32枚取れる。
文庫に使われるA6（105×148）と横がほぼ同じである。これは、B列がA列の1.5倍の面積、つまり縦横が√1.5=1.225≒5/4倍であることが理由である。

## 使用
| 叢書               | 横×縦   | 面積（mm2） |
| ------------------ | ------- | ----------- |
| B6                 | 128×182 | 23,296      |
| 講談社の漫画単行本 | 116×173 | 20,068      |
| 集英社の漫画単行本 | 113×177 | 20,001      |
| 小学館の漫画単行本 | 113×176 | 19,888      |
| 中公新書・文春新書 | 109×173 | 18,857      |
| B40                | 103×182 | 18,746      |
| 集英社新書         | 107×174 | 18,618      |
| 光文社新書         | 107×173 | 18,511      |
| 岩波新書・PHP新書  | 105×173 | 18,165      |
| A6                 | 105×148 | 15,540      |

新書に使われるため、新書判、新書サイズとも言われる。1966年（昭和41年）、朝日ソノラマが新書判の漫画単行本を発売したことが契機となり他社も追随、漫画単行本の一部は類似サイズが用いられるようになった。少年誌・少女誌の、いわゆる「小」サイズである。
ただし、実際は「B40」や「新書判」と呼ばれる本のサイズはさまざまである。特に、厳密なB40より縦に短いことが多く、しばしば岩波新書等の105×173が標準とされる。